# Nettinne
Nettinne (en wallon Netene) est une section de la commune belge de Somme-Leuze située en Région wallonne dans la province de Namur.
C'était une commune à part entière avant la fusion des communes de 1977.

## Évolution démographique
- Source: DGS, 1831 à 1970=recensements population, 1976= habitants au 31 décembre

## Patrimoine et culture

### Patrimoine architectural
L'église Saint-Martin est un édifice classé.